# Liste der Baudenkmäler im Stadtteil Münster-Mitte-Süd
Die Liste der Baudenkmäler im Stadtteil Münster-Mitte-Süd enthält die denkmalgeschützten Bauwerke auf dem Gebiet von Münster-Mitte-Süd in Nordrhein-Westfalen (Stand: 30. Juni 2015). Diese Baudenkmäler sind in der Denkmalliste der Stadt Münster eingetragen; Grundlage für die Aufnahme ist das Denkmalschutzgesetz Nordrhein-Westfalen (DSchG NRW).

## Denkmäler
Einige Denkmäler müssen noch aus der Liste der Baudenkmäler im Stadtteil Münster-Innenstadtring hierher übertragen werden.

### Straßen mit A
| Bild           | Bezeichnung     | Lage                                | Beschreibung | Bauzeit   | Eingetragen seit | Denkmal- nummer |
| -------------- | --------------- | ----------------------------------- | --- | --------- | ---------------- | --------------- |
| weitere Bilder | Einfamilienhaus | Geistviertel Althoffstraße 41 Karte | Einfamilienhaus, Siedlung „Grüner Grund“ | ca. 1930  |                  |                 |
| weitere Bilder | Wasserturm      | Geistviertel Am Wasserturm 15 Karte | Architektonische Gestaltung in neuromanischem Stil und Bauausführung lagen in den Händen von Stadtbaurat Merkens und Stadtbaumeister Drießen. Hinter seiner markanten Fassade verbirgt sich ein genieteter Stahlbehälter mit einer Kapazität von 2.500 m³. Mit seinem grünen Kupferdach ist er zum Wahrzeichen des Geistviertels geworden. Eine Besonderheit ist die im Wasserturm eingelassene Bedienstetenwohnung. | 1900–1903 |                  |                 |